# Epidendrum proligerum
Epidendrum proligerum é uma espécie de planta do gênero Epidendrum e da família Orchidaceae.

## Taxonomia
A espécie foi descrita em 1877 por João Barbosa Rodrigues.
Os seguintes sinônimos já foram catalogados:
- Epidendrum burgeri  Schltr.
- Epidendrum janeirense  Porto & Brade
- Epidendrum ochrochlorum  Barb.Rodr.

## Forma de vida
É uma espécie epífita e herbácea.

## Conservação
A espécie faz parte da Lista Vermelha das espécies ameaçadas do estado do Espírito Santo, no sudeste do Brasil.

## Distribuição
A espécie é endêmica do Brasil e encontrada nos estados brasileiros de Alagoas, Bahia, Espírito Santo, Minas Gerais, Pernambuco, Paraná, Rio de Janeiro, Rio Grande do Sul, Santa Catarina e São Paulo. A espécie é encontrada no domínio fitogeográfico de Mata Atlântica, em regiões com vegetação de floresta ombrófila pluvial.